# Paula Martí
Paula Martí Zambrano (Barcelona, 29 januari 1980) is een Spaanse golfprofessional die golfte op de Ladies European Tour.

## Loopbaan
In 2000 werd Martí golfprofessional en maakte haar debuut op de Ladies European Tour (LET), in 2001. In haar eerste seizoen als nieuwkomer behaalde ze twee overwinningen. Ze won het Ladies Italian Open en de Ladies British Masters. In het seizoen van 2002 won ze geen toernooien, maar door vele ereplaatsen werd ze winnares van de "Order of Merit".
Van 2003 tot 2005 golfte Martí ook op de LPGA Tour en soms ook op de LET. In 2006 golfte ze voltijds terug op de LET.

## Prestaties

### Professional
Ladies European Tour
- 2001: Ladies Italian Open, Ladies British Masters

ALPG Tour
- 2002: EDUCOM ALPG Players' Championship

## Teamcompetities
Professional
- Solheim Cup ( EU): 2002
- World Cup ( ESP): 2005, 2006, 2008